# FGC UES
FGC UES (russisch Федеральная сетевая компания Единой энергетической системы kurz ФСК ЕЭС, engl. Federal Grid Company of Unified Energy System) ist ein russisches Unternehmen mit Sitz in Moskau.
Das Unternehmen ist in der Energiewirtschaft tätig und Eigentümer von Stromleitungen in Russland. Das Unternehmen entstand aus einem Teil des russischen ehemaligen Konzerns Unified Energy System. Das Unternehmen beschäftigt rund 21.000 Mitarbeiter und ist an der Börse in Moskau im RTS-Index gelistet.

## Verschiedenes
2011 gelangte das Unternehmen in die internationale Medienberichterstattung, da das Vorstandsmitglied Andrey Rappoport für ein Konzert der US-amerikanischen Hard-Rock-Band Guns N’ Roses in Moskau, das ein Geschenk an den stellvertretenden Unternehmenschef Alexander Chistyakov war, eine Million Dollar zahlte.